# Inuinnaqtun
L'Inuinnaqtun es una llengua indígena del Canadà, que ha estat reconeguda com a llengua oficial al Canadà, en el territori de Nunavut, i en els Territoris del Nord-oest. L'Inuinnaqtun pertany a la familia de llengües esquimoaleutianes, i més concretament al grup de les llengues inuit. L'Inuinnaqtun es una llengua molt semblant al inuktitut, fins al punt que alguns llingüistes la consideren com un dialecte d'aquesta llengua. L'Inuinnaqtun s'escriu amb caràcters llatins.